# Каватана

33°4′22″ пн. ш. 129°51′41″ сх. д. / 33.07278° пн. ш. 129.86139° сх. д.
Каватана (яп. 川棚町) — містечко в Японії, в повіті Хігасісоногі префектури Нагасакі.